# Bob Davies (Autor)
Bob Davies (* 1951) ist ein christlicher Redner, Autor und Musiker. Er war langjähriger Präsident von Exodus International und Executive Director der Sektion Nordamerika, wo er sich besonders mit der „Überwindung“ von Homosexualität befasst hat. Im Oktober 2001 trat er aufgrund einer angeblichen Gotteseingebung von seinem Posten zurück, mit der ungewöhnlichen Angabe, es gebe um seine Person keine Skandale.

## Leben
Davies wuchs in Vancouver, British Columbia in einem christlichen Elternhaus auf, dort war er Pianist, Organist und sang als Bariton.
Nach eigener Aussage hielt er sich seit seinem zwölften Lebensjahr für möglicherweise homosexuell, was jedoch einen Konflikt mit seinem Glauben bedeutete. Ab Juni 1979 suchte er bei der Exodus-International-Gruppe „Love In Action“ bei San Francisco Hilfe. Aus seinem geplanten Dreimonatsaufenthalt wurde eine 22-jährige Mitarbeit bis ins Jahr 2001. Im Jahre 2000 war er einer der fünfzehn Teilnehmer der Demonstration vor der jährlichen Konferenz der American Psychiatric Association (APA) gegen die Verurteilung der reparativen Therapie durch die APA und für das Recht auf Therapie für Homosexuelle.
Davies berichtet von einer Vision, die er am 11. Oktober 1984 gehabt haben will, in der es um die Frage ging, ob er künftig als Single leben oder heiraten solle. Im August 1985 heiratete er eine Frau mit der er bis heute in Seattle lebt. Nachdem er 2002 von seinem Posten bei Exodus International zurückgetreten war, arbeitete er für die University Presbyterian Church in Seattle als Musiker.
Seine Bücher und Aufsätze wurden in mehrere Sprachen übersetzt und er wurde oft – auch von Gegnern – zitiert. Anita Worthen und Bob Davies arbeiteten zusammen bei New Hope Ministries in San Rafael, Kalifornien. In dieser Zeit entstand ihr gemeinsames Buch „Someone I Love Is Gay“. Werke von Bob Davies erscheinen mehrfach in Bibliografien zum Themenbereich Religion und Homosexualität.
In einem Aufsatz Sieben Dinge, von denen ich wünsche, dass die Pro-Schwulen sie einräumen würden, der von der Offensive Junger Christen als Sieben Bitten an die Schwulen-Bewegungen übersetzt wurde, zeigt Davies einige Konfliktlinien zwischen der Lesben- und Schwulenbewegung und der Ex-Gay-Bewegung auf. Dabei bezieht er Stellung auf der Seite der von ihm mitbegründeten Ex-Gay-Bewegung.

## Schriften
- mit Lori Rentzel: Coming Out of Homosexuality – New Freedom for Men & Women. InterVarsity Press, Downers Grove, Illinois, 1993, ISBN 978-0-8308-1653-8.
- mit Anita Worthen: Someone I Love Is Gay. How Family and Friends Can Respond. InterVarsity Press, Downers Grove, Illinois 1996, ISBN 978-0-8308-1982-9. (Google books)
- History of Exodus International. An Overview of the Worldwide Growth of the „ex-gay“ Movement. Exodus International-North America, 1998.
- Russell Willingham: Breaking Free. Understanding Sexual Addiction and the Healing Power of Jesus. Vorwort von Bob Davis. InterVarsity Press, Downers Grove. Illinois 1999, ISBN 978-0-8308-1791-7.
- mit Lela Gilbert Portraits of freedom. 14 people who came out of homosexuality. InterVarsity Press, Downers Grove, Illinois, 2001, ISBN 0-8308-2331-X.